# Antonio IV di Costantinopoli
Antonio IV di Costantinopoli (prima metà del XIV secolo – maggio 1397) è stato un arcivescovo ortodosso bizantino.
Fu patriarca di Costantinopoli dal 1389 al 1390 e successivamente dal 1391 alla sua morte.

## Biografia
Antonio IV fu eletto patriarca di Costantinopoli, nel 1389 durante il regno di Giovanni V Paleologo (1341-1391), succedendo a Nilo Kerameus. Nel 1390 con il tentato colpo di Stato di Giovanni VII Paleologo, che riuscì a reggere la capitale per cinque mesi, Antonio fu destituito dal suo incarico, venendo sostituito da Callisto II Xanothopoulos. Con il ritorno sul torno di Giovanni V e poco dopo la successione di Manuele II Paleologo (1391-1425), Antonio tornò sul seggio patriarcale (1391). Nel 1397 Antonio mandò i suoi legati perché chiedessero aiuto al regno di Polonia e al metropolita di Kiev, visto che i Turchi ottomani stavano assediando Costantinopoli, nello stesso anno morì, gli successe Matteo I.